# Douglas Gordon
Douglas Gordon (Glasgow, 20 de setembre, 1966) és un artista escocès que forma part del col·lectiu Young British Artists.

## Biografia
Gordon va néixer a Glasgow i va estudiar art primer a l'Escola d'Art de Glasgow, a partir de 1984-1988, i després a la Slade School of Fine Arts, del University College de Londres, entre 1988 i 1990. La seva primera exposició individual va ser el 1986.
Va guanyar el Premi Turner el 1996 i a l'any següent va representar a Gran Bretanya a la Biennal de Venècia.
El 2005 va fer una exposició al Deutsche Guggenheim de Berlín anomenada "La vanitat de l'al·legoria. El 2006 hi va haver una exposició seva al Museu d'Art Modern de Nova York, anomenada ínia de temps.
El 2006, Douglas Gordon Superhumanatural va obrir a la Galeria Nacional d'Escòcia, a Edimburg. Aquesta va ser la seva primera gran exposició individual a Escòcia, des que va presentar el seu treball 24 Hour Psycho a Glasgow el 1993. Un dels seus últims treballs va ser en el xou - un retrat cinematogràfic del futbolista Zinédine Zidane. Mostrat per primera vegada a Cannes i als Festivals de Cinema d'Edimburg el 2006, una versió de galeria de l'obra va ser recentment adquirida per la Galeria Nacional Escocesa d'Art Modern.

## Exposicions rellevants
Llista incompleta:
- 2006- What you want me to say... I'm already dead Fundació Joan Miró, Barcelona
- 2001- Espai 13 (Fundació Joan Miró) s/t: convertia el públic en el protagonista de la seva obra: una projecció d'una cortina sobre una altra cortina donava pas a la sala d'exposició, com indicant que l'espectador havia d'accedir a un doble representacional de la realitat. A l'interior, un telèfon esperava que algú el despengés per permetre escoltar una veu que explicava una ruptura amorosa, demanava afecte i expressava repetidament

un desig de comunicació. Tots dos elements, en certa manera cinema sense pantalla, estaven pensats per construir un relat en el qual tinguessin lloc l'espectador i, per tant, l'exposició.

## Premis i reconeixements
- 1996 - Turner Prize
- 1998 - Hugo Boss Prize[2]
- 2008 - Premi Roswitha Haftmann[3]